# Svealand

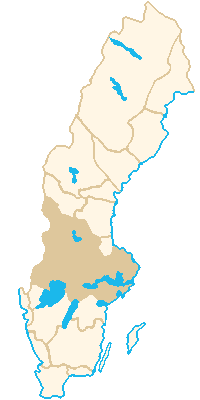
Poloha Svealandu ve Švédsku

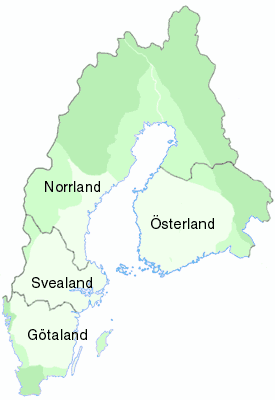
Čtyři historická území Švédska

Svealand je historické území na jihu středního Švédska. Ve středověku tuto oblast obýval germánský kmen Sveů, jejichž říše (švédsky Svea rike) se stala základem moderního švédského státu (Sverige). Na severu sousedí s hornatým Norrlandem a na jihu je hustými lesy oddělen od Götalandu (Géatska). Na území Svealandu se nacházejí zvlněné hřebeny ledovcového původu a většina z více než 90 tisíc švédských jezer.

## Provincie

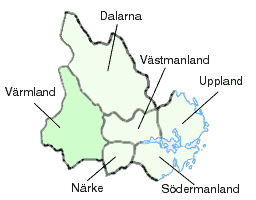
Provincie Svealandu (Värmland se do 19. století počítal k Götalandu, což je zde znázorněno tmavě zelenou barvou)

K území Svealandu náleží 6 provincií:
- Dalarna
- Närke
- Södermanland
- Uppland
- Värmland
- Västmanland

Stockholm, hlavní město Švédska, se rozkládá na území Upplandu a Södermanlandu. Mezník mezi těmito dvěma provinciemi se nachází v ulici Västerlånggatan ve stockholmském Starém Městě (Gamla stan).

## Historie
Svealand je vlastním Švédskem, územím, jež dalo jméno pozdějšímu (rozlehlejšímu) švédskému státu. Tento fakt je potvrzován lingvisty, což vyplývá z raně středověkých zdrojů, jako jsou ságy. Ve staré severštině a staré angličtině jsou Svealand a Švédsko synonymní pojmenování a popisují se jako území oddělené od Götalandu (Gautland či Geatland).
Během 12. století začali švédští králové podnikat křížové výpravy na východ, kde dobyli území Österlandu (Východní země), dnešního Finska.
Začátkem 19. století připadla pod správu Odvolacího soudu pro Svealand provincie Värmland, která historicky náležela k Götalandu. Tradičně se však považovala za část Svealandu.